# Eum qui cum armis venit, possumus armis repellere
La locuzione latina Eum qui cum armis venit, possumus armis repellere è stata utilizzata da Cicerone, oratore e politico romano, per difendere l'uso della violenza nei confronti della violenza, chiamata odiernamente "legittima difesa".
Letteralmente significa Possiamo respingere con le armi chi viene contro di noi in armi.